# إيليا يونوف
إيليا يونوف (بالروسية: Илья Викторович Ионов)‏ هو لاعب كرة قدم روسي في مركز الدفاع، ولد في 27 يوليو 1985 في فولجسكي في روسيا. لعب مع روتور فولغوغراد.